# Jack Anderson
Jackson Northman Anderson (Long Beach, 19 de outubro de 1922 – Bethesda, 17 de dezembro de 2005) foi um colunista estadunidense, e é considerado um dos pais do jornalismo investigativo moderno.
Recebeu o prémio Pulitzer de Reportagem Nacional em 1972.